# Journal of Hepato-Biliary-Pancreatic Sciences
Das Journal of Hepato-Biliary-Pancreatic Sciences, abgekürzt J. Hepato-Biliary-Pancreat. Sci., ist eine wissenschaftliche Fachzeitschrift, die vom Wiley-Blackwell-Verlag im Auftrag der Japanese Society of Hepato-Biliary-Pancreatic Surgery und der Asian-Pacific Hepato-Pancreato-Biliary Association veröffentlicht wird. Die Zeitschrift wurde 1993 unter dem Namen Journal of Hepato-Biliary-Pancreatic Surgery gegründet und änderte ihn 2010 in Journal of Hepato-Biliary-Pancreatic Sciences. Sie erscheint mit sechs Ausgaben im Jahr. Es werden Arbeiten veröffentlicht, die sich mit der Behandlung von Erkrankungen der Leber, Galle und des Pankreas beschäftigen.
Der Impact Factor lag im Jahr 2014 bei 2,994. Nach der Statistik des ISI Web of Knowledge wird das Journal mit diesem Impact Factor in der Kategorie Chirurgie an 35. Stelle von 198 Zeitschriften und in der Kategorie Gastroenterologie und Hepatologie an 29. Stelle von 76 Zeitschriften geführt.